# Герцог Калабрійський
Герцог Калабрийский (італ. Duca di Calabria) — традиційний титул спадкоємця Неаполітанського королівства в Італії. Крім того, цей титул носили деякі європейські монархи і феодали, які претендували на неаполітанський королівський престол.
В даний час на титул герцога калабрійської претендують принц Педро Бурбон-Сицилійський, герцог ді Калабрія (нар. 1968), глава іспанської гілки королівського дому Обох Сицилій (з 2015 року), і принц Карло, герцог ді Кастро (нар. 1963), глава італійської лінії королівського дому Обох Сицилій.
У 2014 році в Неаполі був підписав акт примирення між двома гілками Бурбон-Сицилійського королівського дому, в якому вони взаємно визнали свої титули.
14 травня 2016 принц Педро Бурбон-Сицилійський, граф ді Казерта, порушив цю угоду між двома лініями Бурбон-Сицилійського королівського дому. Не маючи дітей чоловічої статі, принц Педро, в перші в історії Бурбон-Сицилійського будинку, вирішив не визнавати правила престолонаслідування салічних закону, згідно з яким престол в першу чергу повинні були успадковувати чоловічі нащадки династії. Граф ді Кастро посилався на європейське право (Лісабонський договір 2009 року), який забороняв дискримінацію між чоловіками і жінками. Представники іспанської лінії Бурбон-Сицилійського будинку оскаржили це рішення принца Педро як незаконне відповідно до закону кодексу колишнього Королівства Обох Сицилій.